# Vanessa Blockmans
Vanessa Blockmans (2 april 2002) is een Belgisch hockeyster.

## Levensloop
Blockmans begon te hockeyen bij Royal Pingouin, de club van haar ouders. Ze stapte over naar Waterloo Ducks. Met die club werd ze op 16-jarige leeftijd zowel in zaal als op het veld in 2018 landskampioen.
In 2020 maakte ze de overstap naar het Nederlandse Laren MHC. Na een seizoen bij deze club sloot ze vervolgens aan bij HC Kampong. In 2023 keerde ze terug naar de Belgische competitie, alwaar ze opnieuw de kleuren verdedigt van Waterloo Ducks.
Daarnaast is ze actief bij het Belgisch hockeyteam. Met de Red Panthers nam ze onder meer deel aan het Europees kampioenschap van 2023. Op dit EK won ze zilver met de nationale equipe.